# 鍾靈 (光緒六年進士)
鍾靈（1857年—？），字秀之，王佳氏，正蓝旗满洲包衣，清朝政治人物、進士出身。

## 生平
光緒元年，鄉試中舉；光緒三年，登貢士。光緒六年，補行覆試殿試登進士二甲，改庶吉士。光緒十二年，授刑部湖廣司主事。光緒十四年，改刑部清檔房主事。光緒十五年，升刑部奉天司員外郎、右庶子、日講起居注官。光緒十六年，任會試同考官、鑲白旗官學管學官。光緒十八年，任左庶子、翰林院侍講學士。光緒二十年，任翰林院侍讀學士、少詹事、詹事。光緒二十一年，任內閣學士。光緒二十二年，任盛京工部侍郎。光緒三十年，兼署盛京兵部侍郎。光緒三十一年，任正黃旗漢軍副都統。光緒三十四年，任成都副都統。